# Békési Emil
Békési Emil, családi nevén Concilia Emil (Ecseg, 1847. május 3. – Nagyszombat, 1916. szeptember 28.) római katolikus pap, nagyszombati kanonok, érseki helynökségi titkár, szentszéki bíró, irodalomtörténész.

## Élete
Iskoláit Gyöngyösön, Esztergomban és Nagyszombatban végezte; 1863-ban az esztergomi papnövendékek közé lépett. A teológiát a bécsi egyetemen hallgatta; 1870. augusztus 2-án misés pappá szentelték. 1872-ig káplán volt Nagy-Maroson, Esztergomban és Nógrád-Vadkerten. 1877-ig mint beteg nyugalomban élt Losoncon; 1879-ig nevelő volt özvegy Semsey Albertné László fiánál; 1883-ig szentszéki jegyző Nagyszombatban; később érseki helynökségi titkár ugyanott; egyúttal 1887-től szentszéki fiscus, 1890-től pedig szentszéki bíró is. 1897-ben nagyszombati kanonoki címet kapott, 1904-ben a nagyszombati káptalan prépostja, 1905-ben bizerei címzetes apát lett. Halála előtt, 1915-ben a Szent István Akadémia III. szakosztájának tagjává választották.

## Művei
Az 1870-es évektől kezdve igen alaposan foglalkozott a középkori magyar irodalommal. Az esztergomi Uj Magyar Sionnak, Abafi Lajos Figyelőjének értékes munkatársa volt; a Katolikus Szemlében 1896-tól kezdve sorra megírta a hazai írók életrajzait az Árpádok és a vegyesházakból származó királyok korában. 
Irodalmi működését pontosan 1869-ben kezdte meg a Katholikus Néplapban és Jézus szent Szive Hirnökében bécsi levelekkel és költeményekkel. 1872-től az Új Magyar Sionba írt cikkeket; előbb költeményeket és könyvismertetéseket, majd értekezéseket, elsősorban a régi magyar irodalom körébe vágó tárgyakról. Említésre méltók: 1874: A Pray codex hazája (Irodalmi felfedezés címmel); 1880: Adalék a legrégibb magyar szentirás-fordítás korának meghatározásához; 1876: Mária siralmak; 1879: Egy tekintet középkori vallási költészetünkre; 1882: Árpádházi boldog Margit canonizatiójának ügye a XVIII. században; 1884: Náray György élete. A könyvismertetések közül: 1880: Szilády, Temesvári Pelbárt élete; továbbá a Nyelvemléktár és Régi Magyar Költők Tára több kötetének ismertetése. Dolgozott még az Abafi Lajos Figyelőjébe. (1877: A legrégibb történeti ének kora; Adalék ősirásunk divtához Magyarországban; A Halotti beszéd kora és hazája; 1878: Ki irta a Mondolatot sat.), az egri Irodalmi Szemlébe (1877: Jámbor szándékok; 1883: Gyűjtsünk a jövőnek és könyvismertetések); a Zenészeti Lapokba (1876: Nemzeti hangszerünk); Losonczi Lapokba (nógrádi költők életrajzait és könyvismertetéseket); Történelmi Tárba (1881–82: Adatok magyar tudósok és irók életéhez; A nagyszombati kalmár-czéh szabályai és régibb számadási könyvei); a Nagyszombati Hetilapba (Tárczák Nagyszombat történetéről, vezérczikkek sat.); Magyar Könyv-Szemlébe (1883: Adalék könyvkereskedésünk XVIII. századbeli történetéhez; 1885: Losoncz könyvtárainak ismertetése); Nagyszombat Vidéki Tanító Egyesület Emlékkönyve. (1886: Jegyzetek népoktatásunk történetéhez); a nagyszombati Kalauzba (1887: Nehány vonás egy XVI. sz. kath. népiskola képéből; 1888: A nagyszombati magyar népiskola történetének vázlata; 1890: Paedag. irodalmunk legrégibb emlékei; 1891: Vergerius P. T. és paedagogiai műve; 1886–91: Népiskolai okirattár; továbbá könyvismertetéseket és vegyeseket); A Katholikus Egyházi Közlönyvbe (1890: Valter, sz. Gellért életirója.)